# キニー湖
キニー湖（英語: Kinney Lake）とは、北アメリカ大陸の北西部のカナディアン・ロッキーに存在する、小さな湖の1つである。また、ロブソン川の流れの途中に存在する、幾つかの湖の1つでもある。

## 概要

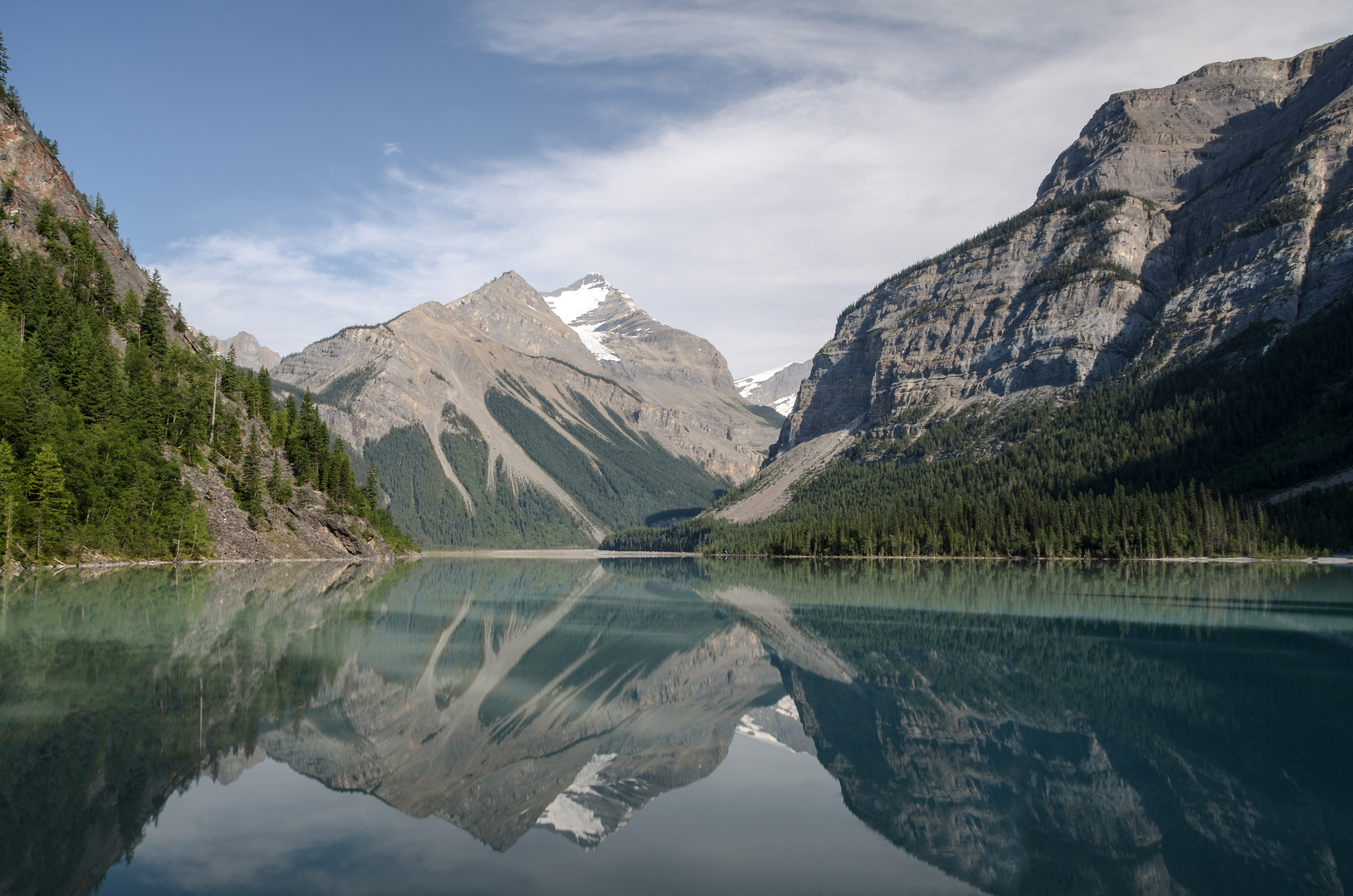
から撮影したキニー湖。なお、右側に見える山がロブソン山。後方の遠くに見える山は、ホワイトホーン山である。

キニー湖は、おおよそ北緯53度04分57秒、西経119度11分34秒付近に位置しており、ここはカナダのブリティッシュコロンビア州に属している。
湖面の標高は、約984mである。
この湖はロブソン山の山麓（ロブソン山の山頂から見て南西の方向）に存在しており、この付近は同州によってロブソン山州立公園に指定されている。また、この湖の北岸側を通る遊歩道も整備されていて、同じく北岸側には1箇所キャンプ場も設置されており、そこには小屋も作られている。
ちなみに、イエローヘッド高速道路の一部に当たる、ブリティッシュコロンビア州高速道路16号線の近くに、夏季の間だけ開設されているロブソン山州立公園のビジターセンターからキニー湖までは、比較的平坦な道のりであり、だいたい2時間から4時間で行くことが可能である。
ところで、キニー湖はロブソン川の途中に存在する（つまり、ロブソン川がこの湖に流れ込み、同じくロブソン川がこの湖から流れ出している）湖の1つであるわけだが、この湖は、ロブソン川の源流と、ロブソン川の終点（フレーザー川との合流点）との中間地点よりも、やや下流側に位置している。
なお、この湖の名称は、ジョージ・キニー（George Kinney）の名を取ったものであり、カナダ人でトロント大学に所属する地質学者であったアーサー・コールマンが命名を行った。
なお、ジョージ・キニーは、アーサー・コールマンの友人であり、共にこの湖の周辺地域を調査した人物であった。